# Marsz przez Bełty
Marsz przez Bełty (szw. Tåget över Bält) – kampania wojskowa prowadzona przez Szwecję po lodzie pomiędzy duńskimi wyspami, trwająca od 30 stycznia do 15 lutego 1658 roku. Zakończyła się zdecydowanym zwycięstwem króla Szwecji Karola X Gustawa podczas jego pierwszej wojny duńsko-szwedzkiej, będącej częścią II wojny północnej.
W dniu 5 czerwca 1657 roku Królestwo Danii i Norwegii wypowiedziało wojnę Szwecji, która znalazła się pod silną presją podczas II wojny północnej przeciwko Polsce i Rosji. Chociaż Karol X Gustaw był głęboko zaangażowany w konflikt z Polską, zdecydował się przenieść większość swojej armii do Jutlandii i najechać Danię. Szybki marsz króla zaskoczył wojska duńskie, których główne siły zostały zmuszone do wycofania się do twierdzy Frederiksodde, którą Szwedzi zaatakowali i zdobyli 27 października. Po zajęciu Jutlandii Karol X Gustaw próbował kontynuować swoją kampanię w kierunku Kopenhagi na Zelandii, ale przeszkodziły mu cieśniny duńskie i flota duńska. Ponieważ XVII wiek był najzimniejszy podczas małej epoki lodowej, a zimy w Skandynawii były wyjątkowo mroźne, król planował wykorzystać pogodę i pozostać w Jutlandii do czasu, aż zbierze się lód wystarczający do utrzymania ciężaru jego żołnierzy, i następnie wykonać ryzykowny marsz po lodzie.
Po zbadaniu warunków lodowych Karol X Gustaw rozpoczął 30 stycznia 1658 roku marsz z Jutlandii przez cieśninę Mały Bełt do Fionii. Wojska szwedzkie pokonały Duńczyków w bitwach pod Tybrind Vig i Iversnæs i po kilku dniach zajęły Fionię. Aby uniknąć ryzyka izolacji jego żołnierzy na Fionii, Karol X Gustaw zbadał możliwość przekroczenia lodu Wielkiego Bełtu do Zelandii. 5 lutego uznano, że lód na południu Fionii jest wystarczająco gruby i król zdecydował się przedostać do Langelandu. Kontynuował podróż przez Lolland i Falster i 11 lutego dotarł do Zelandii. Kiedy 15 lutego wojska szwedzkie stały 22 kilometry od Kopenhagi, król Danii i Norwegii Fryderyk III Oldenburg zdecydował się zawrzeć pokój ze Szwecją, kończąc kampanię.
Ryzykowne przedsięwzięcie Karola X Gustawa zakończyło się katastrofalną porażką Danii. Zawarty w wyniku kampanii traktat z Roskilde, podpisany 26 lutego 1658 roku, był bardzo korzystny dla Szwecji. Dania przekazała Szwedom Skanię, Blekinge, Halland, Bohuslän, Bornholm i Trøndelag. Bornholm i Trøndelag wróciły do Danii w 1660 roku, po nieudanej próbie całkowitego pokonania Duńczyków przez Karola X Gustawa podczas drugiej wojny duńsko-szwedzkiej. W jej historiografii kilku historyków podkreśliło kampanię i wynikający z niej traktat pokojowy jako wydarzenia, które nadały Szwecji jej obecne „naturalne” granice. Podobnie wydarzenia te wywołały spolaryzowaną debatę na temat roli generała kwatermistrza Erika Dahlbergha w decyzji króla o przemarszu przez Wielki Bełt.

## Tło
W 1655 roku król Karol X Gustaw rozpoczął kampanię przeciwko Polsce, aby zmusić króla Jana II Kazimierza Wazę do zrzeczenia się wszelkich roszczeń do korony szwedzkiej, a także podbicia polskich prowincji Kurlandii i Prus, co poszerzyłoby szwedzkie imperium a kontrola lukratywnego handlu na Morzu Bałtyckim uległaby wzmocnieniu. Jednak wojna z Polską toczyła się powoli. Pomimo kilku taktycznych zwycięstw na polu bitwy, w tym zdobycia Warszawy, Karolowi X Gustawowi nie udało się doprowadzić wojny do końca. Polacy stawiali opór oddziałom szwedzkim, na które polska partyzantka nieustannie napadała. Sąsiedzi Polski grozili zaangażowaniem się w wojnę. Zarówno Austria, jak i Holandia wysłały pomoc wojskową do Polski, a sojusznik Szwecji, Brandenburgia-Prusy, w trakcie konfliktu zmienił stronę. W 1656 roku wybuchła wojna rosyjsko-szwedzka: Rosjanie przekroczyli granicę z Inflantami szwedzkimi i oblegali Rygę.
W 1657 roku Dania była gotowa zaatakować Szwecję, widząc okazję do anulowania traktatu z Brömsebro podpisanego w 1645 roku, kiedy zmuszona została do oddania Szwecji prowincji Gotlandia, Sarema, Jämtland i Härjedalen, w tym Halland na okres 30 lat. Jednak duńskie dowództwo pod wodzą króla Fryderyka III zdało sobie sprawę, że nie jest wystarczająco silne, aby samotnie stawić czoła Szwecji. Dania próbowała pozyskać sojuszników z Polski, Austrii i Holandii i latem 1657 roku sytuacja wydawała się Danii bardzo korzystna. W dniu 5 czerwca 1657 roku duński fodermarsk Christian Wiborg przekazał formalne wypowiedzenie wojny gubernatorowi Erikowi Stenbockowi w Halmstad, które później dotarło 20 czerwca do obozu polowego Karola X Gustawa w Toruniu. Armia szwedzka była mocno zaangażowana w wojny przeciwko Polsce i Rosji, a Duńczycy potrafili to wykorzystać do wywarcia dalszej presji na Szwecję. W miarę jak wokół Szwedów pojawiała się coraz bardziej niepewna sytuacja, Karol X Gustaw i jego doradcy szukali odpowiedniego rozwiązania polskiego konfliktu. Szybkie zwycięstwo nad Danią wzmocniłoby pozycję Szwecji i odwiodłoby inne mocarstwa, głównie Austrię, od głębszego zaangażowania się w polski konflikt.

## Ordre de bataille

### Armia szwedzka

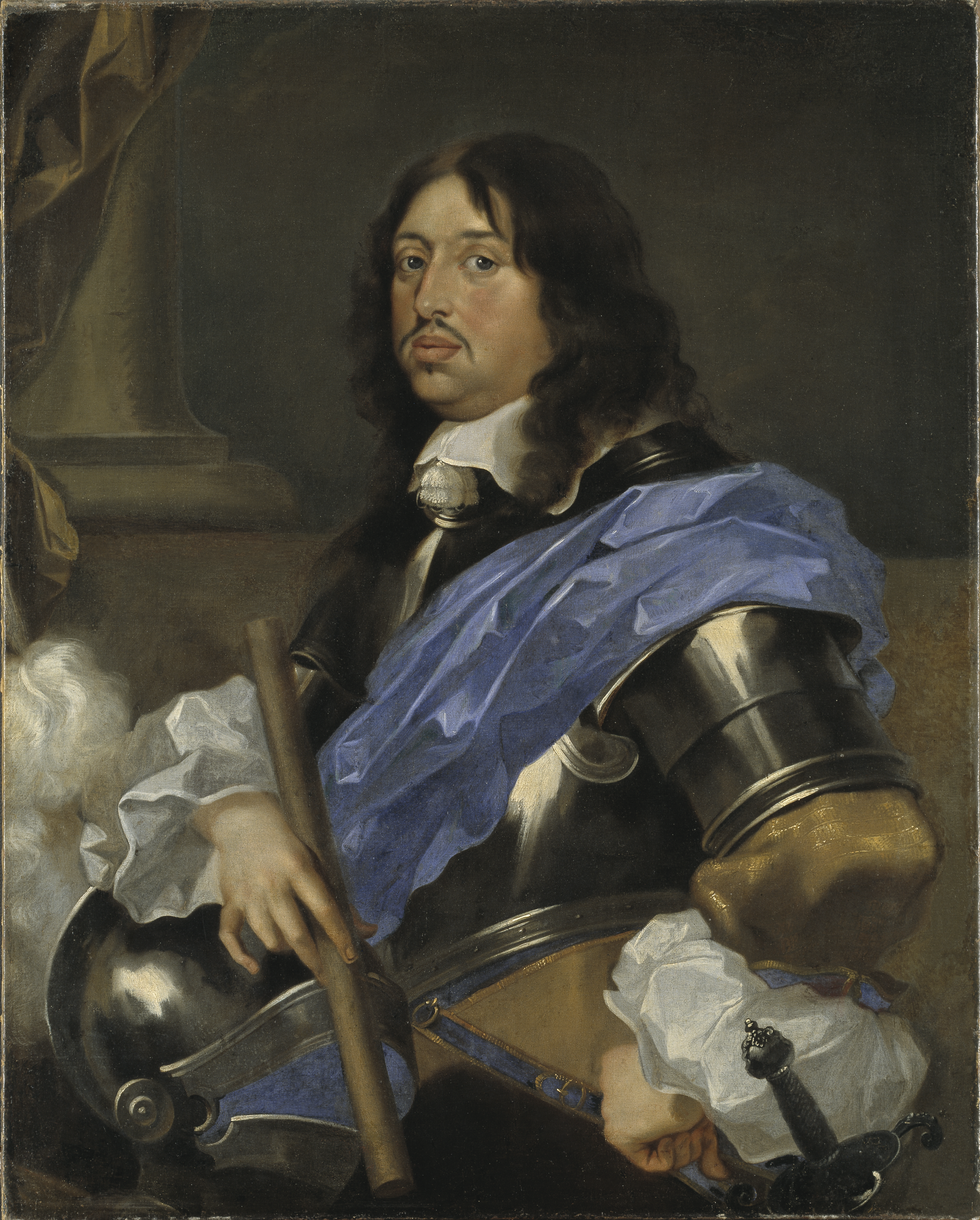
Karol X Gustaw

Rankiem w sobotę 30 stycznia 1658 roku Karol X Gustaw wyruszył ze swoją armią do Brandsø. Następnie armia została ustawiona na lodzie. Według jednego źródła jego wojsko liczyło od 6 000 do 7 000 żołnierzy, według innych aż do 12 000 ludzi. Kawaleria została zgrupowana w dwa skrzydła. Carl Gustaf Wrangel wraz z generałem porucznikiem Clasem Åkessonem Tottem dowodził prawym skrzydłem liczącym 1500 żołnierzy, podczas gdy lewe skrzydło liczące 2300 ludzi znajdowało się pod dowództwem króla. Jednak gdy Karol X Gustaw przemieszczał się tam i z powrotem pomiędzy jednostkami, generał dywizji Fabian Berendes sprawował bezpośrednie dowództwo nad lewym skrzydłem. Piechota pod dowództwem generała porucznika Jakoba Kasimira De la Gardie ruszyła za kawalerią i wybrała inną, dłuższą trasę przez lód, prowadząc ze sobą zarówno artylerię, jak i tabor. Wszystkie jednostki planowały zebrać się w Tybrind Vig na północ od Iversnæs, około 5 kilometrów od Brandsø.
Ponad 40 szwedzkich pułków miało zbliżać się do Fionii. Z powodu ofiar bitewnych i chorób liczebność niektórych pułków spadła do kilkudziesięciu żołnierzy, innych do 500 i więcej. Korpus trabantów, elitarna straż królewska, maszerował na czele kawalerii, która składała się z pułków Småland, Uppland, Västergötland i Östergötland. Z Finlandii przybyli dragoni Fabiana Berendesa z Åboland, kawaleria Henrika Horna z Tavastii oraz kawaleria z prowincji Turku i Pori pod dowództwem pułkownika Gustafa Kurcka. Piechota składała się z pułków Hälsinge, Kalmar, Kronoberg, Närke-Värmland, Skaraborg, Södermanland i Uppland. Na ich czele stanęła Svea livgarde, w której szwedzcy żołnierze byli zmieszani z kilkoma setkami żołnierzy niemieckich, którzy zapełnili szeregi pułku poważnie uszczuplonego przez epidemię podczas stacjonowania w Toruniu.

### Armia duńska

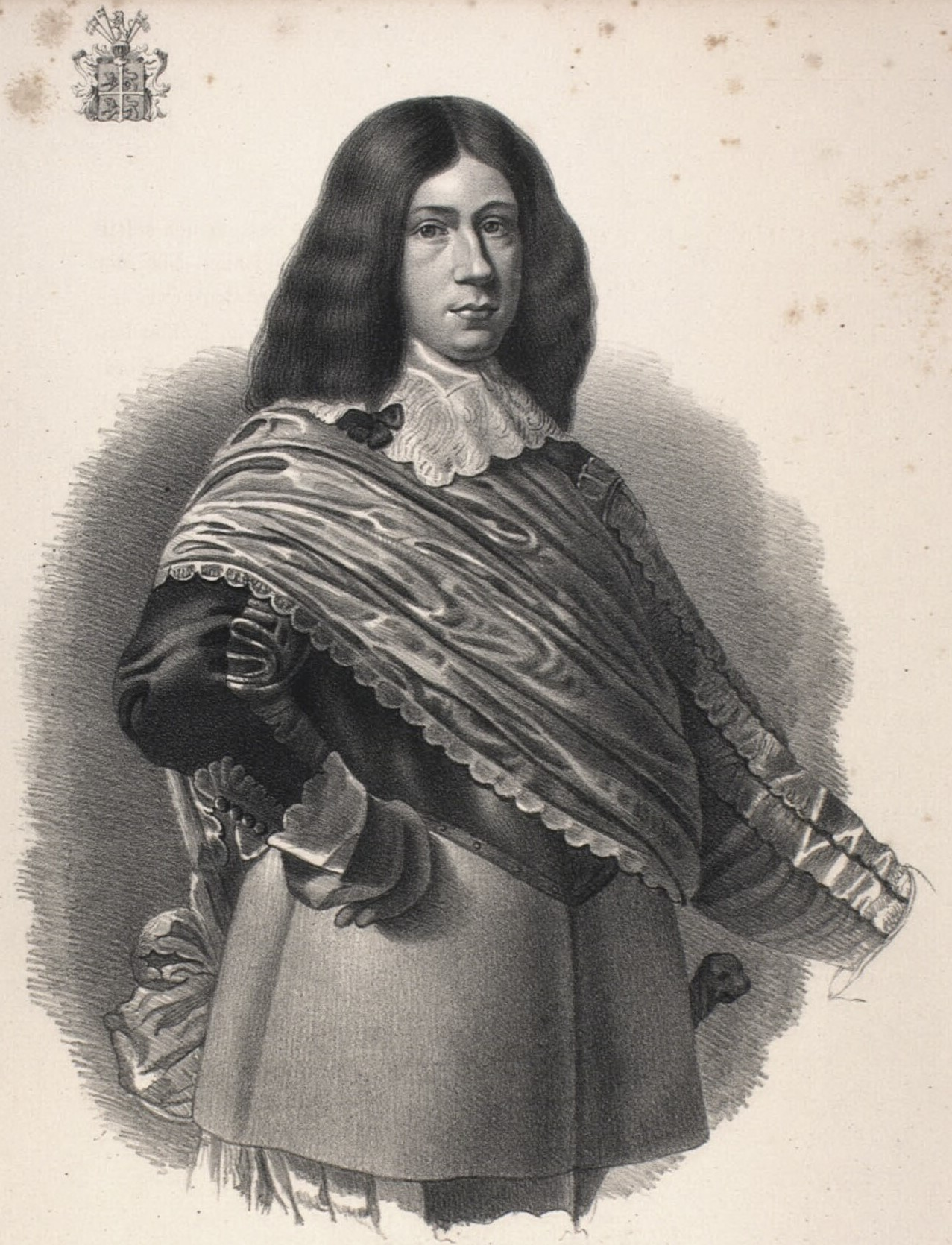
Ulrik Christian Gyldenløve

Wojska duńskie były nieuporządkowane. Ich dowódca, Ulrik Christian Gyldenløve, przyrodni brat króla Fryderyka III, miał niewielkie doświadczenie jako dowódca wojskowy. Duńczykom brakowało doświadczonych rodzimych oficerów, a spójne powiązanie dowodzenia zostało zerwane, gdy przybyli oficerowie z Holandii, Francji, Szkocji i niemieckich krajów związkowych. Duńczycy odczuwali dotkliwy brak odzieży, żywności i zboża, gdyż zapasy wysyłane wcześniej do Frederiksodde trafiały w ręce Szwedów. Jednostki duńskie z konieczności stacjonowały w miastach i wioskach wokół Fionii, szybko zużywając wszystkie przechowywane tam nadwyżki prowiantu. Marynarze zostali wysadzeni na brzeg z duńskich okrętów wojennych, ale byli źle ubrani i cierpieli na odmrożenia. Brak paszy w Fionii oznaczał, że kilka koni na wyspie zmarło z głodu, co zmusiło pułk kawalerii z Zelandii do pozostawienia koni podczas transportu do Fionii. Gyldenløve miał około 5000 ludzi rozproszonych po całej wyspie. Spośród nich 3000 stanowiła kawaleria, reszta to piechota i chłopi z poboru. Biorąc pod uwagę problemy rozprzestrzeniające się na całą wyspę, faktyczna siła duńskiej armii istniała tylko na papierze. Gyldenløve zachorował i nie mógł jeździć konno, co spowodowało, że został zmuszony do przekazania dowództwa generałowi majorowi Jensowi von Løwenklauowi. W Iversnæs stacjonowało około 4500 ludzi, z czego 1500 stanowili chłopi z poboru. Løwenklau założył swoją siedzibę w gospodarstwie Wedellsborg niedaleko Iversnæs.

## Badania lodu wzdłuż Małego Bełtu

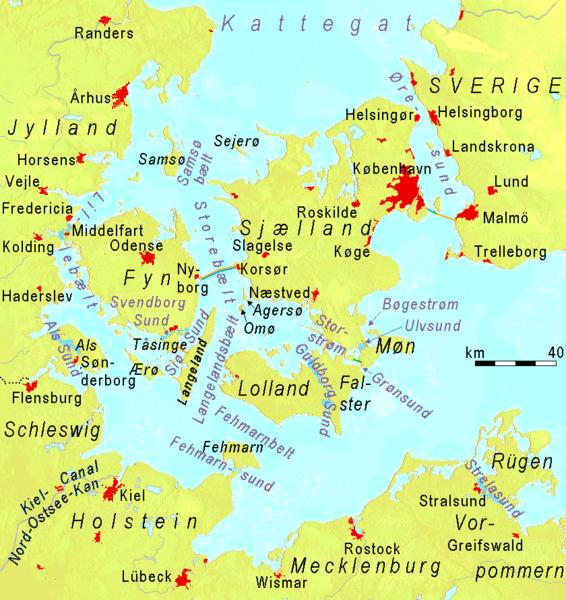
Mapa z duńskimi wyspami pomiędzy Jutlandią i Skanią

Przygotowanie szczegółowego planu przeprawy zlecono Carlowi Gustafowi Wranglowi, który miał także przeciwstawić się ewentualnym próbom lądowania Duńczyków na Jutlandii. W dniu 9 stycznia 1658 roku Karol X Gustaw odbył w Kilonii konferencję wojskową ze swoimi wyższymi oficerami i urzędnikami cywilnymi, w tym Wranglem, hrabią palatynem Filipem Florinusem z Sulzbach i margrabią Karolem Magnusem z Baden-Durlach. Podczas konferencji większość jej uczestników zgodziła się, że Szwedzi przeprowadzą operację desantową na Fionii z małą eskadrą pięciu okrętów wojennych z Wismaru dowodzoną przez skeppsmajora Tönnesa Spechta. Do połowy grudnia 1657 roku eskadra zebrała się w Sønderborg i zajęła kilka statków transportowych z Vendsyssel i Samsø, które przewoziły zboże do Lubeki. Jednak pokrywa lodowa z każdym dniem zwiększała się coraz bardziej i nie było pewne, czy całą szwedzką kawalerię uda się przerzucić przez cieśninę. Ponieważ lód szybko się rozprzestrzeniał, a mróz utrzymywał się, dotarcie do Fionii statkami transportowymi stało się niemożliwe. Pozostawała tylko jedna alternatywa – marsz przez zamarznięty Mały Bełt, cieśninę między Jutlandią a Fionią. Kilku uczestników konferencji zgłosiło powstawanie lodu wzdłuż wschodniego wybrzeża Jutlandii, w Assens, Haderslev i Flensburgu.
W dniach 22–23 stycznia Karol X Gustaw wysłał swoim starszym oficerom rozkazy, aby zbadali lód wokół Fionii i znaleźli przejście do Ærø, a następnie do Fionii i Langeland. 24 stycznia Wrangel poinformował, że jechał konno wzdłuż wybrzeża z Kolding do Frederiksodde i że woda była całkowicie wolna od lodu. Dowództwo armii rozważało przekroczenie lodu w kierunku cieśniny Ærø w Assens na Fionii, w dużej odległości na południe od Frederiksodde. Szwedzcy zwiadowcy wyruszyli po lodzie na wschód od Øsby i zauważyli że lód jest wciąż zbyt słaby, aby go przekroczyć. Kolejny patrol zwiadowczy został wysłany z Als w kierunku Ærø, ale ustalił, że cieśnina jest wypełniona krą.
Rankiem 26 stycznia szwedzki patrol składający się z pięciu mężczyzn przekroczył lód na wyspę Brandsø, 2 kilometry od wschodniego wybrzeża Jutlandii. Na wyspie zaskoczyło ich 15 duńskich kawalerzystów; czterech Szwedów zostało schwytanych, ale jeden uciekł i zgłosił incydent Wranglowi. Natychmiast wysłał na wyspę oddział składający się z 50 jeźdźców i 150 piechurów pod dowództwem adiutanta generalnego Friedricha von Arenstorffa. Wieczorem 27 stycznia Arenstorff wrócił i poinformował, że duńscy jeźdźcy porzucili Brandsø i uciekli z powrotem do Fionii przez lód. Odległość między Frederiksodde i Fionią wynosiła nieco ponad 4 kilometry w najwęższym miejscu i 17 kilometrów w najszerszym. Karol X Gustaw nakazał zajęcie Brandsø przy pomocy 100 żołnierzy, później wzmocnionych dodatkowymi 300 ludźmi.
28 stycznia Wrangel wymaszerował z kawalerią z Frederiksodde do Hejls w pobliżu zatoki Hejlsminde, gdzie 29 stycznia przybyła reszta kawalerii. Planowali rozpocząć marsz lodowy z miejsca pomiędzy wioskami Anslet i Knudshöfft, 6 kilometrów na południe od Hejls. 28 stycznia Karol X Gustaw dotarł do Haderslev i otrzymał od Wrangla raporty dotyczące jego planu trasy. Król zatwierdził jego plan, udzielając Wranglowi pozwolenia na rozpoczęcie marszu bez króla i jego wojsk, pod warunkiem, że lód uzna się za wystarczająco gruby. Król przybył do Hejls 29 stycznia: Wrangel jeszcze nie wyruszył. Później tego samego dnia oddział liczący 500–600 żołnierzy został wysłany przez lód w celu zbadania drogi do Fionii. Siły dotarły do przedpola Iversnæs po drugiej stronie cieśniny zajmowanej przez wojska duńskie. Zbudowali dwie reduty i dodatkowe fortyfikacje oraz nakazali duńskim rolnikom utworzenie fosy, rozrywając lód blisko brzegu. Na brzegu odkryto silny prąd, który utworzył popękany kanał lodowy. Duńczycy zauważyli siły szwedzkie i zbombardowali je armatami. Wieczorem 29 stycznia kwatermistrz generalny Erik Dahlbergh został wysłany, aby przetestować lód w najwęższej cieśninie w Middelfart. Podczas nocnej obserwacji stwierdził, że lód jest na tyle gruby, że mogła się nim przeprawić cała armia, i wyruszył z powrotem do króla ze swoim raportem. Ale Karol X Gustaw już zdecydował, że armia przekroczy lód w kierunku Iversnæs, rozkazując swoim żołnierzom przygotowanie się do marszu następnego ranka. W nocy wysłał żołnierzy, aby budowali mosty z desek i słomy na słabszych odcinkach lodu i szczelinach poza Brandsø. Patrole zwiadowcze zostały wysłane zarówno na północ, jak i na południe od Iversnæs, aby dokonać pomiarów prądu. Szwedzi planowali pokonywać lód w stosunkowo rozproszonej formacji, aby zminimalizować ryzyko załamania się lodu pod nimi. Stworzyło to dylemat, ponieważ Duńczycy na Fionii mogli szybko zlokalizować i zaatakować zbliżające się izolowane jednostki szwedzkie.

## Marsz przez Mały Bełt

### Bitwy pod Tybrind Vig i Iversnæs

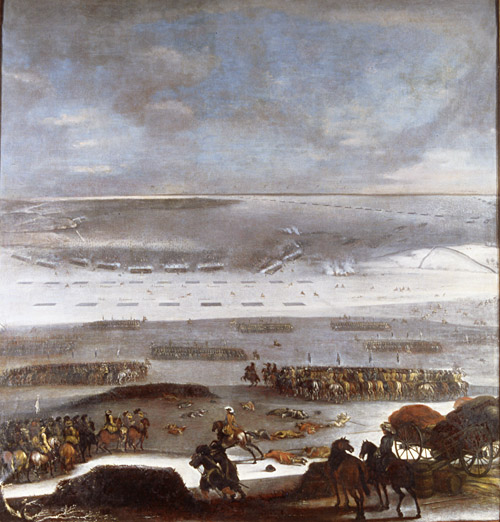
Johan Filip Lemke, Marsz przez Mały Bełt i bitwa pod Iversnæs

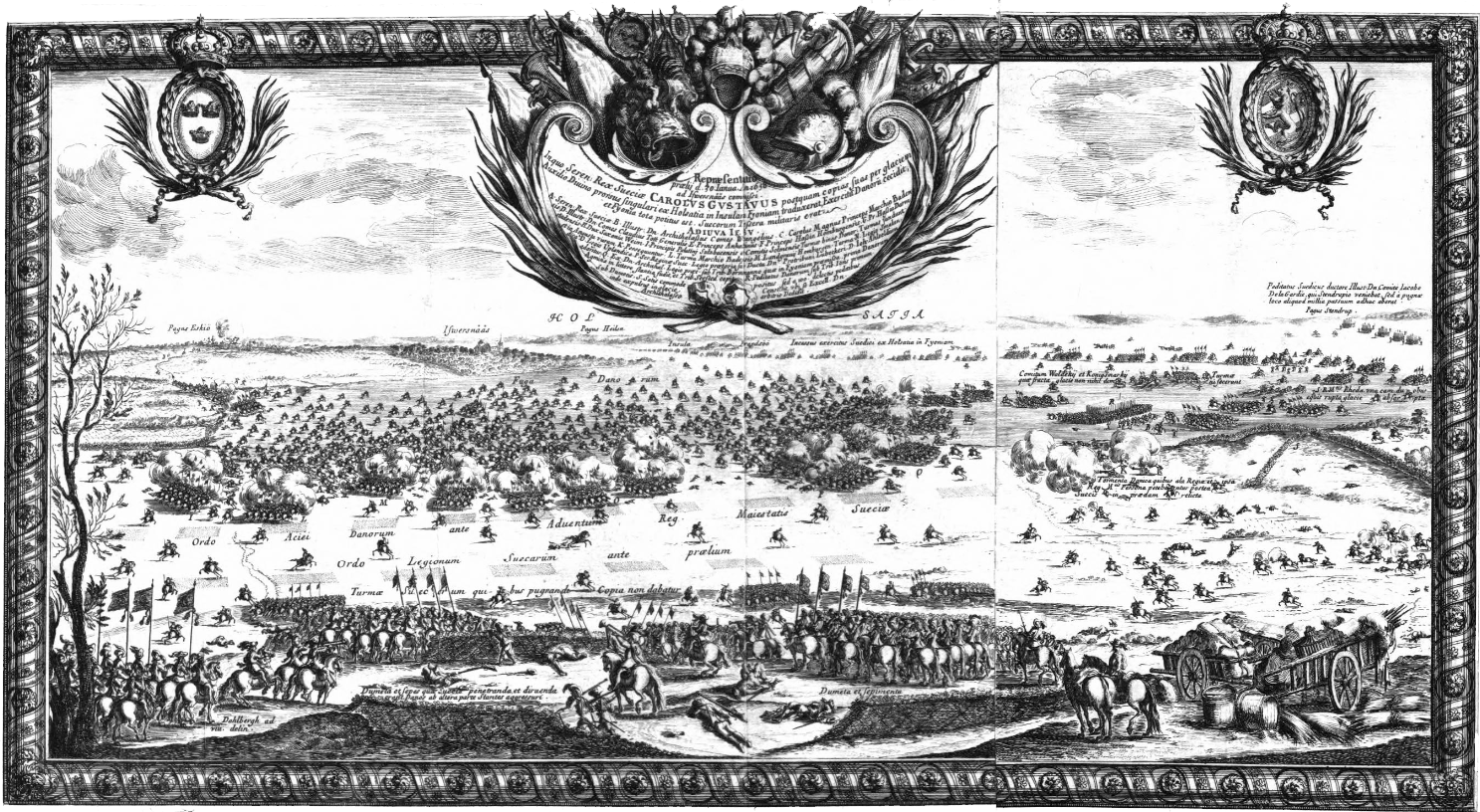
Erik Dahlbergh, Bitwa pod Iversnæs

Rankiem 30 stycznia Duńczycy zlokalizowali szwedzką awangardę, składającą się z 400 kawalerzystów pod dowództwem pułkownika Caspera Bornemana, która wyruszyła w kierunku Tybrind Vig. Bornemanowi towarzyszyło 200 dragonów, którzy używali sań do przenoszenia belek, desek, drabin, beczek i słomy do budowy mostów przez szczeliny i słabsze odcinki lodu. Po ich odkryciu Duńczycy wysłali część swoich jednostek z Iversnæs do Tybrind Vig, gdzie starli się ze szwedzkimi zwiadowcami. Dzwony kościelne zadzwoniły w całej Fionii, ostrzegając, że Szwedzi są w drodze. Szwedzcy żołnierze na znak identyfikacji nałożyli słomę na kapelusze i przekazywali sobie hasło: „Jezu, Pomóż!”. 
Skrzydło Wrangla zaczęło maszerować po lodzie. Karol X Gustaw zatrzymał swoje skrzydło jako rezerwę taktyczną na wypadek, gdyby Duńczycy przeprowadzili kontratak po lodzie na szwedzki tabor w Brandsø. Taki atak nigdy nie nastąpił, a lewe skrzydło później przeniosło się na lód. Z dziewięciu duńskich kompanii kawalerii strzegących wybrzeża Fionii od Middelfart do Langeland, trzy do czterech otrzymały rozkaz ruchu na północ w kierunku Iversnæs, jednak nie dotarły one na czas. Awangarda Bornemana dotarła do Tybrind Vig, okrążyła plażę i rozbiła duński pułk kawalerii Hannibala Sehesteda. Na lodzie król zauważył duńskie posiłki przybywające z Iversnæs i zdecydował się połączyć swoje skrzydło kawalerii z jednostkami Wrangla.
Duńska kawaleria ustawiła się w szyku bojowym po obu stronach piechoty i jej artylerii. Karol X Gustaw próbował przeprowadzić dwutorowy atak z lodu i z lądu. Wrangel otrzymał rozkaz wykonania prostego ataku częściami skrzydła na plaży w kierunku frontu duńskiego. Druga połowa jego skrzydła została przeniesiona na północną ścieżkę w stronę skrzydła królewskiego. Wylądowali na przylądku Ruds na północ od Tybrind Vig i pod osłoną lasu okrążyli i uderzyli na Duńczyków od północy i wschodu. Gdy skrzydło Wrangla zbliżało się do brzegu, lód za nimi pękł w kilku miejscach i dwa szwadrony kawalerii z niemieckich pułków Waldecka i Königsmarcka zniknęły w wodzie. Lód pękł pod saniami myśliwskimi króla, a cała załoga, jego osobisty ochroniarz i trzy konie pociągowe wpadły do wody i utonęły. Król jednak zdążył opuścić już sanie i dosiadł konia, aby poprowadzić atak na brzeg.
Podczas bitwy duński generał dywizji von Ahlefeldt zauważył Karola X Gustawa i wycelował w niego swoje armaty. Kilka armatnich kul uderzyło w lód przed koniem króla, a odłamki jednej z nich lekko uszkodziły lewe oko władcy. Dahlbergh jechał u jego boku i przeżył bez szwanku. Wkrótce potem król wjechał na niewielkie wzgórze, aby monitorować ataki szwedzkiej kawalerii, a kilku Duńczyków otoczyło go, ale Dahlbergh szybko zebrał wsparcie, aby ich odeprzeć.
Wrangel znajdował się pod silną presją Duńczyków: Karol X Gustaw wykrył to i wysłał Totta z pułkiem kawalerii Uppland, aby go wzmocnił. Szwedzki atak na plażę i wokół duńskiej linii obrony powiódł się i von Løwenklau zdał sobie sprawę, że jego wojska zostaną zmiażdżone między dwoma szwedzkimi skrzydłami. Podjechał do Wrangla, którego znał już wcześniej, i zażądał kwatery dla niego i jego żołnierzy, co zostało spełnione. Bitwa zakończyła się o dziesiątej rano. Z pięciu duńskich pułków kawalerii ustawionych wzdłuż brzegu tylko dwa pozostały nienaruszone po krótkiej bitwie. Zginęła nieznana liczba duńskich żołnierzy, ale większość poddała się i została schwytana. Straty szwedzkie w bitwie były stosunkowo niewielkie, z wyjątkiem eskadr Waldecka i Königsmarcka, które wpadły pod lód. Ryzyko króla powiodło się dzięki operacji, która trwała zaledwie kilka godzin.
Karol X Gustaw założył teraz swój przyczółek na Fionii, a jednostka za jednostką, łącznie z artylerią i taborem, docierała na stały ląd. Duża część kawalerii ruszyła w głąb lądu, aby ścigać rozproszone wojska duńskie uciekające z pola bitwy. Jednostka chłopska w Iversnæs rozpadła się, gdy szwedzkie jednostki pod dowództwem Totta zaatakowały ją z kierunku Tybrind Vig. Kilku chłopów zostało wymordowanych, zanim większość poddała się przeważającym siłom szwedzkim.

### Zajęcie Fionii

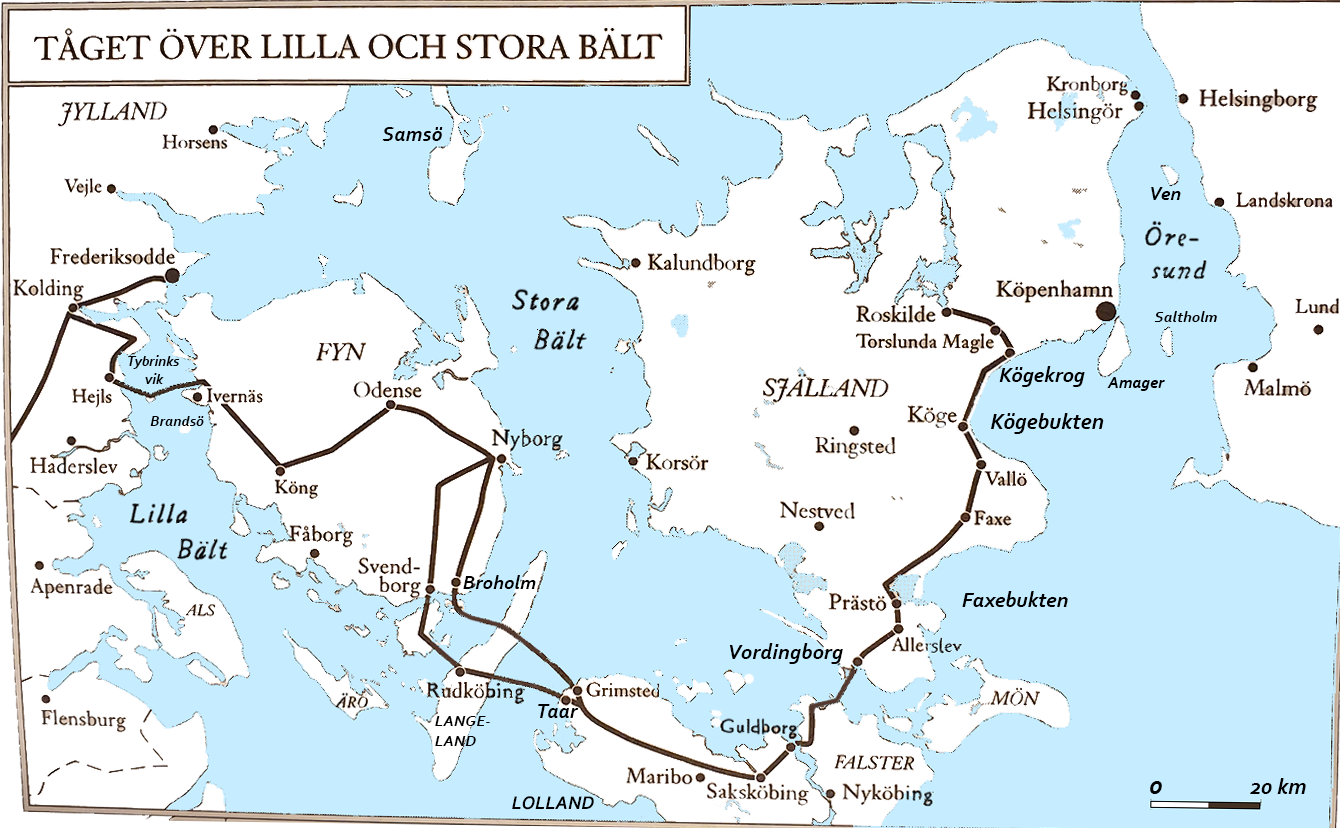
Mapa kampanii pomiędzy Małym i Wielkim Bełtem

Kiedy po wyspie rozeszła się wieść o udanym szwedzkim lądowaniu, duński opór został złamany. Mniejsze jednostki duńskie w różnych miejscach wokół Fionii poddały się lub żołnierze po prostu wrócili do swoich domów. Kilku duńskich kawalerzystów przekroczyło lód do Zelandii po kradzieży majątku rolnikom lub splądrowaniu skarbów duńskiej korony zebranych z podatków. Wieczorem 30 stycznia major Sylcke i 150 szwedzkich kawalerzystów z pułku kawalerii Wittenberga wjechali do Odense. Miasto było nieufortyfikowane i strzeżone przez niewielki oddział duńskiej kawalerii pod dowództwem pułkownika Steena Bille’a, który został rozbrojony po krótkiej bitwie. Gyldenløve był również w Odense i został schwytany wraz z duńskimi urzędnikami Iverem Vindem, Jörgenem Brahe, Gunde Rosenkrantzem i Henrikiem Rantzau. 31 stycznia wojska szwedzkie zdobyły Nyborg bez walki wraz z urzędnikiem Otte Kragiem i kilkoma wyższymi oficerami duńskimi. Duża część rządu duńskiego dostała się do niewoli szwedzkiej. Funkcjonariuszy wysłano do obozów jenieckich w Frederiksodde, a niektórym wyższym rangą Duńczykom pozwolono zachować miecze i swobodnie poruszać się po Fionii.
Po dotarciu do Fionii kolejna szwedzka jednostka pod dowództwem pułkownika Rutgera von Ascheberga ruszyła na północ i wkroczyła do Middelfart. Na zamku Hindsgavl, 2 kilometry na północ od Middelfart, 450 niemieckich najemników w duńskiej służbie pod dowództwem generała dywizji Hindrickssona poddało się. Najemnicy zdecydowali się przejść do służby szwedzkiej, natomiast Szwedzi zdobyli 60 armat oraz znaczną ilość amunicji i prowiantu. Dalej na południe Assens zostało zdobyte i splądrowane przez szwedzką jednostkę piechoty. Dahlbergh został wysłany na południe z kompanią pułku kawalerii Östergötland pod dowództwem rotmistrza Claesa Niethoffa. Nocowali w Faaborgu i dotarli do Svendborga, który Berendes i jego dwa fińskie pułki zajęli 31 stycznia. Berendes wcześniej zaskoczył cztery duńskie kompanie kawalerii przybywające z Langeland w obronie Fionii. Duńczycy wycofali się po krótkiej bitwie.
Wieczorem 31 stycznia jednostka kawalerii Wrangla dotarła do Nyborga po ukończeniu szybkiego marszu na odległość 50 kilometrów przez Fionię. Pomimo silnego ufortyfikowania Nyborga, duński garnizon poddał się, nie stawiając oporu. Tylko cztery duńskie statki i ich załogi pod dowództwem wiceadmirała Petera Bredala pozostały nietknięte. Wrangel wysłał majora Christera Lillieberga do Bredala, aby przekonać go do poddania się, ale zdecydował się walczyć. Szwedzkie wojska ustawiły swoje działa wzdłuż brzegu, a Szwedzi i duńskie statki bombardowały się nawzajem przez kilka dni. 2 lutego duńskim marynarzom udało się otworzyć szczelinę w lodzie, wyciągnąć statki poza zasięg szwedzkich armat i popłynąć z powrotem do Kopenhagi, kończąc działania wojenne na Fionii.

### Następstwa i oferta pokojowa
Po wylądowaniu w Tybrind Vig Karol X Gustaw udał się do wioski Eskør, która stała się miejscem spotkania oddziałów szwedzkich. Król nie chciał czekać na piechotę i artylerię, które wciąż maszerowały po lodzie, ale rozkazał swoim dowódcom po wylądowaniu maszerować na południe i zdobyć Assen. Król wraz z kawalerią dotarł do Køng, gdzie Dahlbergh założył nocne kwatery szwedzkich jednostek, a plebania należąca do wikariusza Henninga Clausena Banga gościła królewską kompanię. Tam Karol X Gustaw zwołał naradę wojenną z Wranglem, margrabią Baden-Durlach, duńskim uciekinierem Corfitzem Ulfeldtem i kilkoma innymi wyższymi oficerami. Rozważania dotyczyły głównie ewentualnego marszu w kierunku Zelandii. 31 stycznia król przybył do Odense, gdzie przyjęli go biskup Laurids Jacobsen Hindsholm, burmistrz Thomas Brodersen Risbrich oraz kilku księży i urzędników państwowych. Król spędził noc w posiadłości burmistrza Risbricha przy Overgade numer 11 w Odense, jednak 1 lutego przeniósł się do klasztoru w Dalum.
Z klasztoru Karol X Gustaw wysłał listy z wiadomością o udanym podboju Fionii do księcia Holsztynu-Gottorp Fryderyka III, Filipa Florinusa z Sulzbach i Mathiasa Biörenclou, szwedzkiego ministra we Frankfurcie nad Menem. Przekazali wiadomość ambasadorom Anglii w Hadze i Paryżu. Ambasador Francji Hugues Terlon wziął udział w kampanii, pisząc w Dalum 13-stronicowy raport, który wysłał do kardynała Julesa Mazarina w Paryżu. Wieść o przemarszu przez Mały Bełt i upadku duńskiej obrony rozeszła się po Europie. 1 lutego wiadomość o utracie Fionii dotarła do Kopenhagi, co według ambasadora Anglii Philipa Meadowsa wywołało szok w wewnętrznych kręgach stolicy. Król Fryderyk III napisał propozycję zawieszenia broni i obiecał 3 lutego angielską mediację w sprawie pokoju między Szwecją a Danią. W ciągu następnych tygodni Meadows pilnie pracował nad zaprowadzeniem pokoju między państwami, ponieważ wojna wpłynęła na handel na Morzu Bałtyckim, w tym w Skagerrak i Kattegat, a dalsza eskalacja mogła skutkować poważną wojną z udziałem Austrii, Brandenburgii-Prus, Anglii i Francji. Oferta pokojowa została wysłana do Wrangla w Nyborgu 4 lutego wraz z jednym z wysłanników Meadowsa. Wrangel przekazał go do siedziby królewskiej w Odense, gdzie przybył tego wieczoru.

## Badania lodu wzdłuż Wielkiego Bełtu

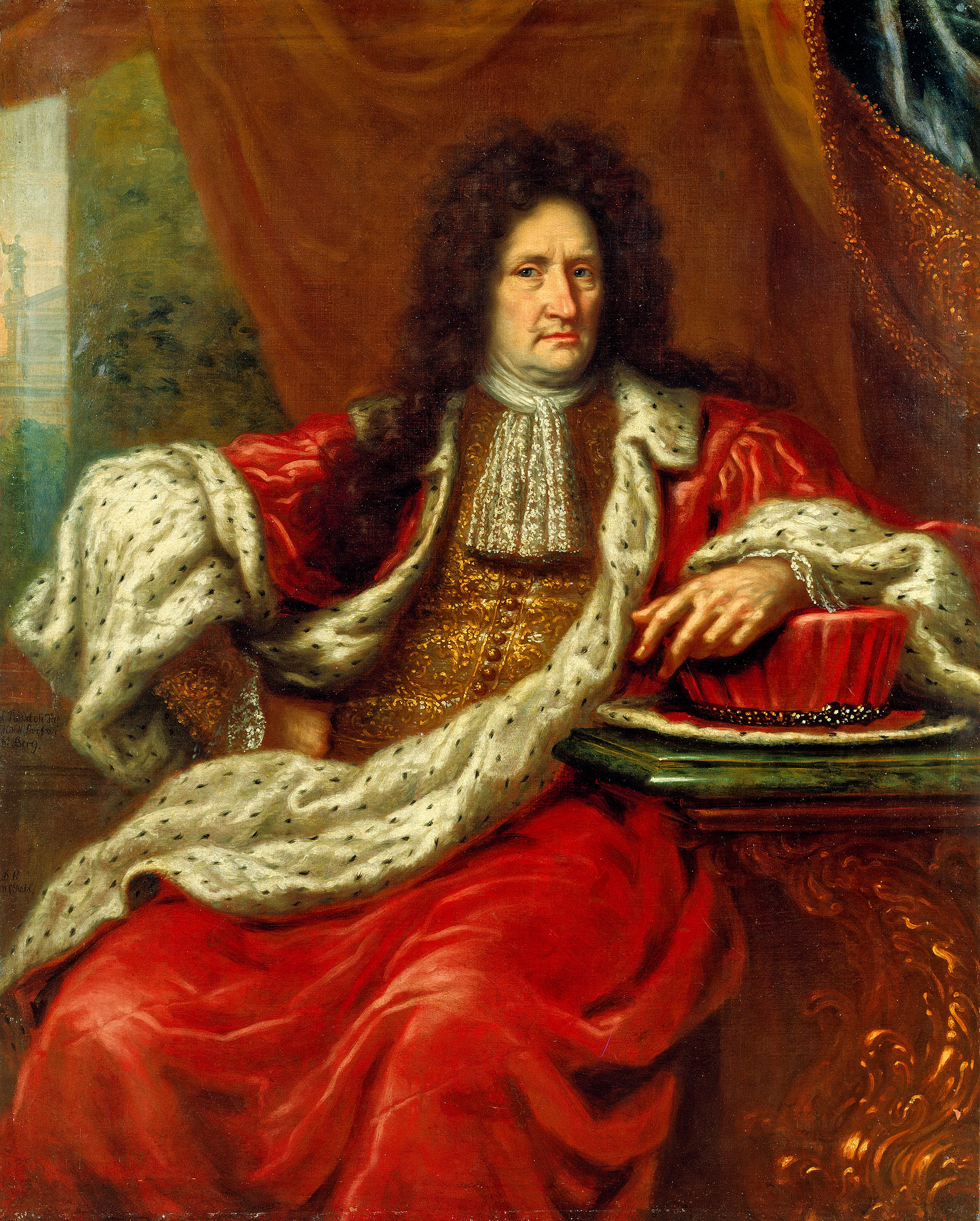
Erik Dahlbergh kierował badaniami lodowymi wzdłuż Wielkiego Bełtu. Wydarzenia te opisywał w swoim pamiętniku i listach, w których znacznie wyolbrzymił swój własny wysiłek

Zdobycie Fionii otworzyło przed armią szwedzką interesujące możliwości, podobnie jak zdobycie ufortyfikowanego miasta Nyborg, będącego połączeniem z Wielkim Bełtem, cieśniną pomiędzy Fionią a Zelandią. Szwedzi schwytali setki koni duńskiej kawalerii porzuconych na lodzie przy linii brzegowej. Kawalerzyści z trzech duńskich szwadronów porzucili konie i udali się pieszo przez Wielki Bełt, prawdopodobnie do Sprogø. Inni duńscy kawalerzyści uciekli na południowy wschód przez lód do Langeland i dlatego krążyła informacja, że lód niósł się aż do Lollandu. Król natychmiast zarządził szeroko zakrojone badania nośności lodu w różnych miejscach Wielkiego Bełtu.
Wojska szwedzkie skoncentrowały się w Nyborgu i Svendborgu, punktach początkowych dalszego marszu odpowiednio do Zelandii i Lollandu. Poza Nyborgiem adiutant generalny Arenstorff i podpułkownik Georg Lybecker zbadali stan lodu do Korsør po stronie Zelandii. Erik Dahlbergh prowadził badania wzdłuż trasy Svendborg przez Langeland i dalej do Lollandu. Za pośrednictwem swoich przełożonych, Wrangla i Berendesa, król otrzymywał ciągłe raporty o stanie lodu. 1 lutego Wrangel przekazał królowi pogłoskę, że lód może ich ponieść aż do Tåsinge, między Fionią a Langelandem. Król chciał przeprawić się przez lód do Langelandu, ale zaczął rozpaczać po otrzymaniu doniesień, że prąd między Langelandem a Lollandem utrudnia tworzenie się lodu. Mróz opanował teraz duńskie wyspy i 2 lutego Lubecker poinformował, że lód między Nyborgiem a Sprogø jest wystarczająco mocny, ale po drugiej stronie Sprogø lód był zbyt cienki, aby ponieść całą armię. 3 lutego Karol X Gustaw przeprowadził się z Dalum z powrotem do rezydencji burmistrza w Odense. Od 1 lutego król niecierpliwie czekał na raporty Berendesa i Dahlbergha na temat warunków lodowych aż do Langelandu.
Ze strony duńskiej Dahlbergh przeprowadził dokładne badania lodu. 2 lutego duńscy kawalerzyści uciekający z Fionii przybyli do ufortyfikowanego miasta Nakskov na Lollandzie, donosząc, że zauważyli szwedzki patrol na Langelandzie. Następnego dnia dowódca miasta otrzymał wiadomość, że wojska szwedzkie sprawdzają stan lodu od Langelandu po Lolland. Dahlbergh otrzymał rozkaz od Karola X Gustawa w dniu 31 stycznia i eskortowany przez 200 fińskich kawalerzystów pod dowództwem pułkownika Claasa Ugglę, Dahlbergh przekroczył dwie pokryte lodem cieśniny i dotarł do kościoła Longelse w Langelandzie w dniu 2 lutego, 80 kilometrów od punktu początkowego na Fionii. Tam Uggla przegrupował się z główną częścią kawalerii, podczas gdy Dahlbergh i 40 kawalerzystów pod dowództwem Niethoffa przekroczyli Wielki Bełt o szerokości 13 kilometrów i dotarli na brzeg w posiadłości Grimstedta. Duńska straż przybrzeżna złożona z kilkunastu jeźdźców wycofała się, ale jeden z nich wraz z dwoma rolnikami został schwytany: Dahlbergh przetransportował więźniów przez Wielki Bełt jako żywy dowód ich przeprawy. W drodze powrotnej Dahlbergh pobrał kilka próbek lodu z odwiertów w Rudkøbing na Langelandzie i przeprowadził inspekcję szwedzkiej jednostki na Ærø. Wieczorem 4 lutego, gdy król otrzymał od posła angielskiego propozycję zawieszenia broni, Dahlbergh wrócił do Odense i poinformował, że warunki lodowe na Lollandzie są dobre. Król postanowił natychmiast udać się do Nyborga, aby skonsultować się z Wranglem i Corfitzem Ulfeldtem.
Król przybył do Nyborga 5 lutego o godzinie 02:00. Rano stwierdzono, że stan lodu na tym odcinku stał się niepewny. Kilka szwedzkich patroli testujących lód w Korsør wpadło do wody, ale udało im się uratować przed utonięciem. Nagłe zmiany pogody utrudniały tworzenie się lodu, w tym burze i wzrost temperatury. Król rozważał wycofanie większości swojej armii do Jutlandii i pozostawienie kilku pułków piechoty jako sił okupacyjnych na Fionii, skoncentrowanej wokół Odense. Rozważał rozpoczęcie negocjacji z królem Fryderykiem III i wyznaczył Ulfeldta i członka rady Stena Nilssona Bielke na swoich delegatów do narady z ich duńskim odpowiednikiem, Joachimem Gersdorffem i członkiem rady Christenem Skeelem. Zasugerował, aby delegacje szwedzka i duńska spotkały się 13 lutego w Rudkøbing lub alternatywnie w Sprogø. Wysłano szwedzkie patrole w celu zbadania lodu w kierunku Falser, Langelandu i Lollandu. Poinformowali, że zmiana pogody nie wpłynęła na warunki lodowe w południowej części Wielkiego Bełtu.
Po południu 5 lutego Karol X Gustaw ostatecznie zdecydował, że armia przemaszeruje przez Langeland w kierunku Lollandu. W towarzystwie Ulfeldta król opuścił Nyborg na czele wszystkich dostępnych pułków kawalerii. Wrangel pozostał z piechotą w Nyborgu. Król szybko udał się do Svendborga, gdzie wcześniej o jedenastej wieczorem wrócił szwedzki patrol składający się z 60 ludzi z Grimstedt. Patrol splądrował rezydencję i odjechał w zwartym szyku, pełnym kłusem i galopem, przywożąc kilku duńskich jeńców. Chociaż pogoda zmieniła się drastycznie, powodując topnienie śniegu, stwierdzono, że lód aż do Lollandu był wystarczająco mocny. Mając tę informację, król postępował zgodnie z planem. Nakazał Wranglowi ponowne zbadanie lodu między Nyborgiem a Korsør. Gdyby lód na tym odcinku był nadal zbyt cienki, Wrangel miał natychmiast poprowadzić swoje wojska na południe do Svendborga i przekroczyć lód śladami króla.

## Marsz przez Wielki Bełt

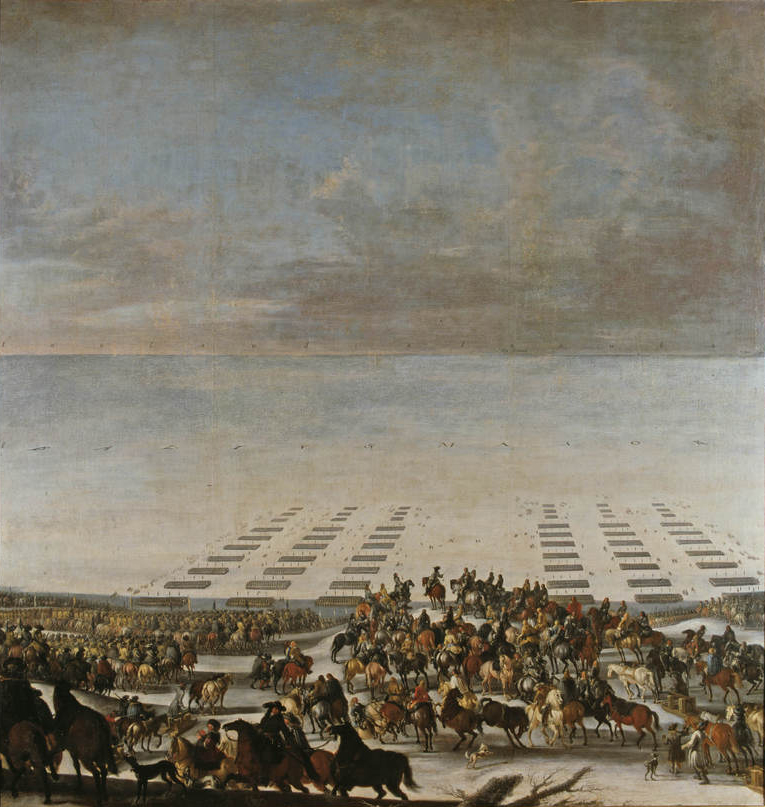
Johan Filip Lemke, Marsz przez Wielki Bełt

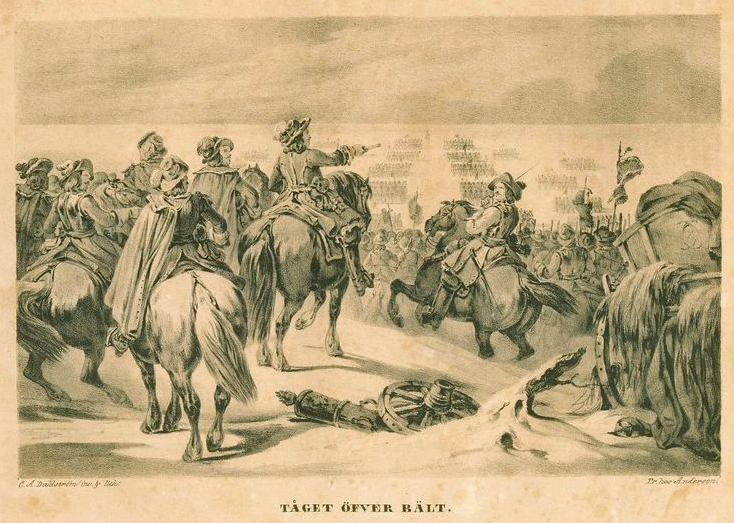
Carl Andreas Dahlström, Marsz przez Bełty

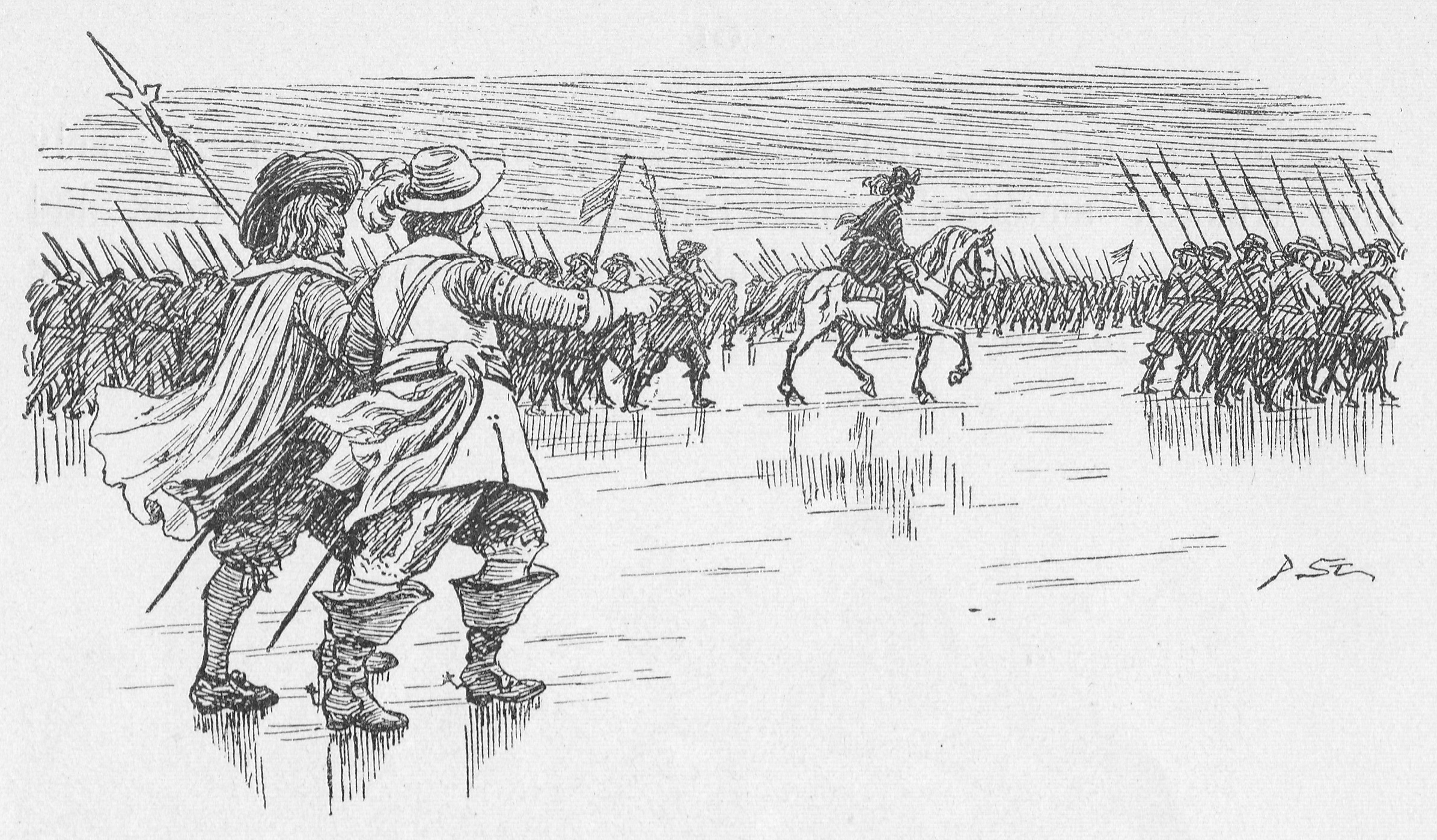
Poul Steffensen, Marsz przez Bełty. W rzeczywistości szwedzcy żołnierze maszerowali w większych odstępach, by nie załamał się pod nimi lód

W nocy 6 lutego szwedzka kawaleria licząca od 2000 do 3000 żołnierzy wymaszerowała po lodzie niedaleko Svendborga, prowadząc konie pieszo. Pułk piechoty Kalmar przyłączył się do marszu w sile 370 ludzi. Karol X Gustaw towarzyszył ariergardzie na lodzie, rozkazując margrabiemu Baden-Durlach przeprawić się przez lód z większością kawalerii do Tåsinge i kontynuować podróż do Rudkøbing. Patrole zwiadowcze wyruszyły z wyprzedzeniem, aby sprawdzić stan lodu. Jednak kilka szwadronów zniknęło podczas wypraw na duńskie farmy, co zmusiło króla do wysłania swoich profosów, aby spróbowali ich zebrać. Kiedy pozostali żołnierze wyszli na lód, śnieg na lodzie stopił się w taki sposób, że powierzchnię lodu pokryło 61 centymetrów wody. Choć w niektórych miejscach woda sięgała szczytów nóg koni, lód się utrzymał. Jedynie marginalne straty nastąpiły gdy różne jednostki zgubiły się w nocy i zniknęły pod lodem.
Rankiem 6 lutego Karol X Gustaw dotarł do Rudkøbing na Langelandzie, natomiast w południe tego samego dnia dotarł na Lolland. Wieczorem szwedzki pułk kawalerii pod dowództwem pułkownika Overbecka otoczył Nakskov. Do miasta wysłano szwedzkiego trębacza, który wezwał duński garnizon składający się ze 150 żołnierzy, w tym 75 żołnierzy ze szwadronu dragonów Svenda Poulsena, 1500 poborowych chłopów i 40 dział, do poddania się. Choć dowódca pułkownik Franciscus Edmond odmówił poddania się, morale w garnizonie spadło, a miejscowa burżuazja wzięła sprawy w swoje ręce. Mieszczanie napadli na poborowych chłopów na murach i unieruchomili działa. W nocy 7 lutego burżuazja otworzyła bramy miasta i wysłała delegację, która przekazała klucze do miasta Ulfeldtowi jako przedstawicielowi króla. Rano do miasta wkroczył oddział szwedzki i zdobył garnizon. Rozbroili poborowe chłopstwo i kazali im wrócić do swoich gospodarstw. Svante Banér został mianowany dowódcą i przyjął 600 ludzi do utworzenia garnizonu. Tego samego dnia 600 duńskich żołnierzy udających się do Nakskov w celu wzmocnienia duńskiego garnizonu natknęło się na szwedzki oddział kawalerii, który ich schwytał. W międzyczasie król minął Nakskov i szybko ruszył z większością swojej armii na farmę Oreby, gdzie spędził noc. 8 lutego pomaszerował przez Sakskøbing i Guldborgsund do Falster.
Dochodząc do wniosku, że nie może przekroczyć lodu, Wrangel pomaszerował do królewskiego punktu wyjścia w Svendborgu, przywożąc 3000 ludzi, w tym 1700 piechoty, 1000 kawalerii i 200 artylerzystów z 16 działami. Rankiem 7 lutego Wrangel opuścił obóz i po dziesięciogodzinnym szybkim marszu dotarł do zamku Tranekær w Langelandzie. Wrangel przekroczył Wielki Bełt trasą bardziej na północ niż król i 8 lutego przybył do Halsted Kloster na Lollandzie, gdzie rozbił obóz na noc. 9 lutego Wrangel udał się do Sakskøbing, gdzie otrzymał od króla pozwolenie na odpoczynek swoich wyczerpanych żołnierzy do 10 lutego. Żołnierze Wrangla połączyli się ponownie z oddziałami Karola X Gustawa w Vålse po południu 11 lutego.
Po wymuszonym i ryzykownym marszu po lodzie Karol X Gustaw dał swoim żołnierzom dwa dni odpoczynku. Jednostki zostały zebrane i w swoim obozie w Vålse dowodził 5000 kawalerii, 2500 piechoty i około 20 dział polowych. 11 lutego król rozbił obóz ze swoimi zwiadowcami i przedostał się przez Grønsund oraz wyspy Bogø i Farø do Zelandii, zdobywając po drodze Vordingborg. Król jechał na północ przez Zelandię z awangardą złożoną z 600 jeźdźców i natknął się na ambasadora Meadowsa oraz duńskich negocjatorów Gersdorffa i Skeela. Król wrócił do Vordingborga i jeszcze tego samego dnia rozpoczął rozmowy pokojowe, starał się jednak kontynuować swój marsz, aby wywrzeć dalszą presję na Duńczyków. 12 lutego cała armia szwedzka rozbiła obóz w Vålse i pomaszerowała do Præstø. Następnego dnia jednostki szwedzkie wkroczyły do Køge, które opuściły wojska duńskie. Zatrzymali się na jeden dzień, aby rozejrzeć się po okolicy. 15 lutego jednostki szwedzkie minęły tawernę Køge i dotarły do Torslunda Magle, zaledwie 22 kilometry od Kopenhagi, podczas gdy wojska duńskie się wycofywały. Od 5 lutego garnizon Kopenhagi liczył 4000 kawalerii, 1200 piechoty, 2000 marynarzy i 3000 uzbrojonych obywateli. Pomimo ich przewagi liczebnej morale w stolicy osłabło i wieczorem 15 lutego Karol X Gustaw otrzymał wiadomość od ambasadora Meadowsa, że król Danii i Norwegii Fryderyk III jest gotowy do negocjacji. Karol X Gustaw nakazał swojej armii zatrzymanie się i rozpoczęcie rozmów pokojowych.

## Analiza

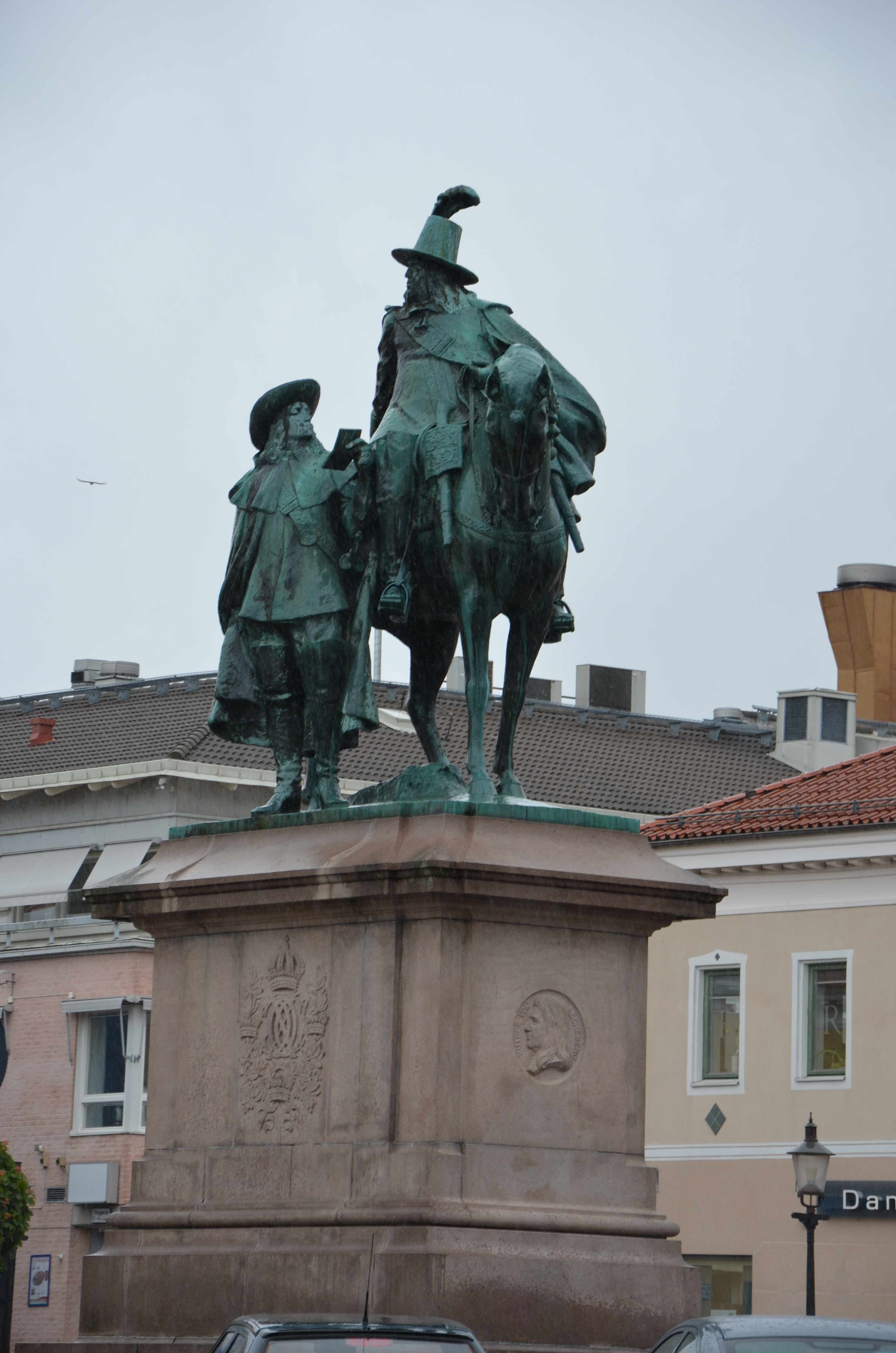
Pomnik Karola X Gustawa i Erika Dahlbergha w Uddevalli

W swojej książce 1658: tåget över bält szwedzki historyk Lars Ericson Wolke wyjaśnił, że do zwycięstwa Karola X Gustawa w jego pierwszej wojnie z Danią doprowadziło kilka czynników. Na papierze armie Danii i Szwecji były stosunkowo równe, chociaż armia i flota duńska były nieco silniejsze. Armia szwedzka była jednak bardziej doświadczona bojowo, a jej dowództwo było znacznie bardziej zdeterminowane i bezwzględne. Z czysto strategicznego i operacyjnego punktu widzenia decyzja Karola X Gustawa o rozpoczęciu kampanii przeciwko Danii była decyzją nieuzasadnioną, gdyż nie zakończył on trwającej kampanii w Polsce. Jednak dla króla i szwedzkiego dowództwa Dania była istotniejsza niż Polska, a marsz w kierunku Jutlandii dał Szwecji możliwość wycofania się z tego, co nazywali „polskim bagnem”, z nienaruszonym honorem.
Od chwili wkroczenia armii szwedzkiej do Jutlandii przejęła ona inicjatywę w wojnie: Szwedzi działali, Duńczycy reagowali. Szwedzi nieustannie wykonywali nowe i zaskakujące manewry, nie dając duńskiemu dowództwu czasu na zaplanowanie i wykonanie własnych ruchów. Warunki lodowe w Bełtach dwukrotnie pomogły Szwedom wyjść z trudnych sytuacji, co jeszcze bardziej zwiększyło presję na Danię. Ponadto duński wywiad doświadczył poważnych niedociągnięć, mimo że walki toczyły się w sercu ich własnego królestwa. Duńczycy wielokrotnie mieli bardzo niejasny pogląd na armię szwedzką, zarówno jeśli chodzi o jej liczebność, jak i dokładne położenie, co zwiększało niepewność w duńskim dowództwie. Fryderyk III i jego doradcy nieustannie liczyli, że Holandia, a może nawet Austria i Brandenburgia-Prusy przyjdą im z pomocą w ostatniej chwili. Ciągła presja szwedzka w połączeniu ze słabościami Duńczyków doprowadziła do paniki w obronie najpierw Fionii, a później Lollandu i Zelandii. Logicznym rezultatem był w tej sytuacji traktat z Roskilde.
Przed podjęciem decyzji o przemarszu przez Bełty Karol X Gustaw i jego armia stanęli w obliczu potencjalnej katastrofy. Armia była odizolowana i w przypadku ataku armii austriacko-polskiej od tyłu groziło jej nieuchronne okrążenie. Gdyby lody na Wielkim Bełcie nie opadły, armia królewska mogłaby zostać schwytana w środku duńskiego królestwa bez możliwości ucieczki. Decyzja króla zapobiegła zbliżającej się katastrofie dzięki połączeniu szczęścia i odwagi. Podobną analizę można przeprowadzić w przypadku samych marszów lodowych, podczas których dwa szwadrony kawalerii wpadły przez lód na Małym Bełcie i utonęły. Gdyby większość armii zginęła, potomność prawdopodobnie potępiłaby decyzję o przekroczeniu lodu. Tak się jednak nie stało, a potencjalna katastrofa zamieniła się w ogromny sukces militarny, którego efektem był najbardziej dochodowy traktat pokojowy, jaki Szwecja kiedykolwiek podpisała. Dla Danii traktat stał się katastrofą, która poważnie okaleczyła królestwo.